# Insel (Album)
Insel ist das vierte Studioalbum von Juli. Es wurde am 3. Oktober 2014 veröffentlicht.

## Entstehungsgeschichte
Nach den letzten Konzerten zum Vorgängeralbum In Love zog sich die Band – wie schon zuvor in den Jahren 2008/09 – erneut für mehr als zwei Jahre fast komplett aus der Öffentlichkeit zurück. Nach Aussage der Bandmitglieder begannen die Arbeiten an einem vierten Album aber schon zu dieser Zeit, etwa Anfang 2012. Im Gegensatz zum Vorgänger wurde auf elektronische Elemente diesmal weitgehend verzichtet. Da mittlerweile fast alle Bandmitglieder nach Berlin umgezogen waren und sich dort zum Teil auch eigene Tonstudios eingerichtet hatten, erlaubte ihnen dies im Vergleich zu früher eine freiere Zeiteinteilung.
Im Sommer 2013 unternahm die Band eine gemeinsame Hausbootfahrt auf der Mecklenburgischen Seenplatte, auf der sie gemeinsam Musik spielte und zudem die Aufnahmen für das Artwork des Albums sowie das Musikvideo zur ersten Single Insel entstanden.

## Titelliste
1. Insel (Musik/Text: Eva Briegel, Jonas Pfetzing, Simon Triebel)
2. Wenn sich alles bewegt (Musik/Text: Eva Briegel, Jonas Pfetzing, Simon Triebel)
3. Wasserfall (Musik/Text: Eva Briegel, Jonas Pfetzing, Simon Triebel)
4. Nichts brauchen (Musik/Text: Eva Briegel, Jonas Pfetzing, Simon Triebel)
5. Eines Tages (Musik/Text: Eva Briegel, Jonas Pfetzing, Simon Triebel)
6. Hallo Hallo (Musik: Eva Briegel, Marcel Römer; Text: Eva Briegel)
7. Jetzt (Musik/Text: Eva Briegel, Jonas Pfetzing, Simon Triebel)
8. 2004 (Musik/Text: Eva Briegel, Jonas Pfetzing, Simon Triebel)
9. Es ist nicht viel (Musik/Text: Eva Briegel, Jonas Pfetzing, Jonas Schubert, Simon Triebel)
10. Plattenbau (Musik/Text: Eva Briegel, Jonas Pfetzing, Simon Triebel)
11. Wenn das alles ist (Musik/Text: Eva Briegel, Jonas Pfetzing, Simon Triebel)
12. So fest ich kann (Musik/Text: Eva Briegel, Jonas Pfetzing, Simon Triebel)

## Veröffentlichungen und Chartplatzierungen
Wie schon das zweite Album Ein neuer Tag im Jahr 2006 wurde auch Insel zusätzlich zur CD- und Downloadversion auf Langspielplatte veröffentlicht. Eine Auflage von 500 Exemplaren wurde dabei von den Bandmitgliedern für Amazon signiert.
| ChartsChartplatzierungen | Höchstplatzierung | Wochen |
| ------------------------ | ----------------- | ------ |
| Deutschland (GfK)        | 10 (4 Wo.)        | 4      |
| Österreich (Ö3)          | 66 (1 Wo.)        | 1      |
| Schweiz (IFPI)           | 73 (2 Wo.)        | 2      |

Aus dem Album Insel wurden keine physischen Singles ausgekoppelt. Der Titelsong Insel erschien am 12. September 2014 als digitale Single und erreichte Platz 74 der deutschen Charts. In den folgenden Wochen bis zur Albumveröffentlichung wurden als Vorbestellbonus die Titel Jetzt (19. September) und Eines Tages (26. September) zur Verfügung gestellt.

## Kritiken
Kristina Bischoff von NDR2 lobte „die Balance zwischen Uptempo-Wachmachern und Songs, die aufmerksames Zuhören anbieten“, konstatierte insgesamt jedoch, dass das Album insgesamt „etwas monoton und trist“ bleibe.
Felix Reek meinte in der Rubrik Plattenkabinett der Süddeutschen Zeitung: „Ihr neues Album "Insel" ist die Rückkehr zum melancholischen Pop der Anfänge mit dieser zerbrechlichen Stimme, die immer noch mehr nach dem Studentenmädchen klingt als der Neu-Berlinerin. [...] Musikalisch erinnert das mal an das euphorische von Coldplay und dann wieder an das beschwingte von Frida Gold.“
Kai Butterweck schrieb für laut.de, die Band Juli stehe „auf ihrem eigenen Eiland: Mit weitgehend klischeebefreiten Texten und detailverliebt arrangierten Klang-Symbiosen aus Pop, Electro und Rock – vereint zu einem homogenen Ganzen.“
Marius Meyer von alternativmusik.de stellte fest: „Die 12 Stücke des Albums greifen perfekt ineinander und das Album ist eine logische Fortsetzung des bisherigen Schaffens von Juli. [...] Das vielleicht bis dato rundeste Werk der Band und eines, mit dem sie sicherstellen, dass ihr Weg noch längst nicht an seinem Ende angelangt ist.“